# كريستين هاميلتون (صحفية)
كريستين هاميلتون (بالإنجليزية: Christine Hamilton)‏ هي صحفية بريطانية، ولدت في 10 نوفمبر 1949 في بورنموث في المملكة المتحدة.

## وصلات خارجية
- الموقع الرسمي
- كريستين هاميلتون على موقع ميوزك برينز (الإنجليزية)